# Академический камерный хор имени Д. Бортнянского
Академический камерный хор имени Дмитрия Бортнянского — украинский хоровой коллектив при Черниговском областном филармоническом центре фестивалей и концертных программ.

## Создание
Создан в 1996 году, носит имя украинского композитора Дмитрия Бортнянского.
Основателем и главным дирижером стал заслуженный деятель искусств Украины Любомир Боднарук. С февраля 2010 года на должность художественного руководителя и главного дирижера был приглашен Ивана Богданова. Также с коллективом работают дирижеры Марина Житняк, Лариса Шульга, Отфрид Рихтер, Пауль ван Гулик
Коллектив неоднократно получал «Гран-При» Международных конкурсов: «Ялта-Виктория 2001», «И Международный конкурс вокальных ансамблей имени. Д. Бортянського» (2011) и стал лауреатом Международных хоровых фестивалей «Мечта-1999» (г. Львов), «Перезвон-2000» (г. Ивано-Франковск), «Кармина-2000» (г. Гливице, Польша), «Гайнівка-2013» (г. Белосток, Польша).

## Репертуар
Репертуар хора насчитывает более 400 произведений, среди которых присутствуют «Requiem» и «Missa D-dur» В. А. Моцарта, «фантазия для фортепиано, оркестра и хора» Л. ван Бетховена, «Carmina Burana» Карла Орфа, «Requiem» Дж. Верди, «Requiem» Л. Керубини, «Gloria» А. Вивальди и др. Коллектив уделяет внимание выполнению современной украинской музыки, сотрудничает с украинскими композиторами Лесей Дычко, Анной Гаврилец, Левком Колодубом, Богдана Фильц, Татьяной Яшвили, Еленой Чмут, Иваном Карабицем и другими.
Камерный хор принимает активное участие в фестивалях «Musica pro Europa», «Музыкальные премьеры сезона», «Киев-музик-фест», «Пасхальная хоровая ассамблея», в 2011 году инициировал и провел Межгосударственный фестиваль духовного пения в честь 100-летия канонизации Святителя Иоасафа Белгородского. Презентовал Украину в культурных центрах Москвы, Варшавы, Будапешта, Мюнхена, Щецина, Гливице, Варны, Ульмы, Меммингена. Хор инициировал и принял участие в фестивале, посвященном 250-летию со дня рождения Дмитрия Степановича Бортнянского в г. Глухове, Чернигове и Киеве.
В 2012 году хор записал и выпустил CD «35 хоровых концертов Д. Бортнянского». В сентябре 2013 года при академическом камерном хоре им. Д. Бортянского была создана студия «Концертный хор мальчиков».

## Концертный хор мальчиков
Концертный хор мальчиков — хоровая студия в составе академического камерного хора им. Д.Бортнянского при Черниговском областном филармоническом центре фестивалей и концертных программ.
Создан в октябре 2013 года по инициативе Ивана Богданова. Хормейстер студии-магистр педагогического образования, режиссер музыкально-воспитательных мероприятий-Светлана Корма. За время существования студии было создано творческие проекты «Рождество стран мира» (2014), «Музыкальное путешествие» (2015), «Письма памяти» (2016), мюзикл «Покорении Нового мира» (2017), концерт духовной музыки «Древняя Пасха»(2019), мюзикл «Казаки на Диком Западе» (2019).
За время существования хор мальчиков стал лауреатом всеукраинских и международных конкурсов.

## Пресса
Участие около 20 ансамблей из Украины, России, Беларуси и Китая, в составе которых студенты музыкальных вузов Киева, Львова, Одессы, Днепропетровска, Луганска, Запорожья, Тернополя, Чернигова, Кировограда, Минска, Москвы создали несколько пеструю, но яркую панораму заряженной мощной энергетикой творческой молодежи, которая продемонстрировала серьезный профессиональный уровень исполнения классической академической и народной вокальной музыки.
Гран-при завоевал академический камерный хор им. Д. Бортнянского из Чернигова. Этот коллектив стал достойной эмблемой и конкурса, и заключительного концерта победителей, который состоялся в Национальной филармонии. Эталонное выступление хора, руководимого главным дирижером Иваном Богдановым, продемонстрировало монолитное звучание, впечатляющую синхронность, сбалансированность голосов, своим незаурядным пением — выразило благородство и торжественную праздничность музыки Дмитрия Бортнянского. И, пожалуй, это было лучшим чествованием композитора, именем которого назван этот конкурс.
— Наталья Семененко 